# 黄金夢想曲
『黄金夢想曲』（おうごんむそうきょく）とは、同人サークルである07th Expansionが製作した同人ゲーム。
2010年12月31日のコミックマーケット79において販売された、『うみねこのなく頃に』のキャラクターが登場する2D対戦格闘ゲームである。タイトルは『黄金夢想曲』と、「夢」を赤文字で表記する。

## 概要
07th Expansionで公式に発表された同人ゲームで、対戦格闘ゲームである。同サークルが制作したサウンドノベル『うみねこのなく頃に』のキャラクターが、D4サイズのドット絵で描かれている。ネットワーク経由での対戦も可能となっている。キャラクターはアニメと同じ声優を起用したフルボイス対応。
基本的にストーリーは存在しないが、アーケードモードで特定の組み合わせのタッグを選ぶと専用の会話・演出のあるシナリオが始まる。原作を再現するようなシナリオや、コミカルなIFシナリオなど多種多様。
2011年10月6日にアルケミストよりXbox 360版『黄金夢想曲X』が発売。同年のコミックマーケット81で『黄金夢想曲』のアペンドディスクである『黄金夢想曲†CROSS』が販売された。
『CROSS』には『X』での追加要素が含まれているが、逆に『X』では『CROSS』のみの要素は追加されていない。
2017年12月9日にMangaGamerより『黄金夢想曲†CROSS』のSteam版が配信された。
2021年1月28日にエンターグラムより発売されたPlayStation 4/Nintendo Switchソフト『うみねこのなく頃に咲 ～猫箱と夢想の交響曲～』には、購入特典として初のコンシューマー移植版となる『黄金夢想曲†CROSS』のダウンロードコードが同梱された。

## ゲームシステム
攻撃は「弱」「中」「強」の3ボタンで、他に「タッチ」（交代）、体力回復効果のある「アピール」、「スタート」の合計6ボタンと方向キーを使用する。また攻撃ボタンの同時押しによって行う　「投げ」「SP必殺技」「メタ宣言」　があり、同時押しの操作は1つのボタンに割り当てる事ができる。
使用するキャラクターを2人選出するタッグバトル形式になっている。体力は共通で、バトル中にパートナーと交代しながら戦いを繰り広げていく。攻撃中に交代する「アタックタッチ」、交代可能状態を示すタッチゲージを消費する「ダッシュキャンセル」、後述の「メタ宣言」と、攻撃技をキャンセルするシステムが豊富にある。ガードキャンセルやバースト等、格闘ゲームに見られる防御システムは、パートナーとの交代行動である各種「タッチ」が役割を担っていることが特徴。
チェーンコンボに類するシステムがあり、地上では目押しなしでコンボが繋がる。2段ジャンプ・空中ダッシュ・空中投げは一部キャラクターのみ使用可能。
本作独自のシステムとして｢メタ宣言｣「メタ反論」が存在する。宣言には「SPゲージ」を1消費する。メタ宣言をした瞬間、直前の行動がキャンセル・暗転され、専用のカットインが入る。宣言が通った場合、「メタ世界」が展開され背景が変化する。自チームのメタ世界展開中は強力なメタ必殺技を発動することが可能になる。メタ宣言の暗転演出中にされた側がメタ宣言ボタンを押すと、SPゲージを2消費し「メタ反論」を行うことができる。反論が成功すればメタ世界の展開を阻止し、宣言側よりも演出終了後に早く行動できる。また反論された際に宣言側がボタンを押すことでさらにゲージを消費し「反論返し」を行える。これが成功した場合はメタ世界は展開でき、反論側より演出終了後に早く動ける。互いにゲージがある限り反論合戦を続けることができ、ゲージを温存するか、消費してメタ世界展開を通すか防ぐか、の判断がプレイヤーに委ねられる。
「SP必殺技」や「メタ宣言」等に使用するSPゲージはバトルしていないパートナーが増えていくシステムになっており、パートナーと交代しない限りフィールド上にいる自キャラのSPゲージが増えない。メタ展開をした直後、及び攻撃中以外での交代「ノーマルタッチ」をした直後にはキャラクター毎に異なる効果が設定された「アビリティ」が一定時間付与され、キャラクターが強化される。
『黄金夢想曲✝CROSS』では前作のシステムが改良され、それに伴ったキャラクターのバランス調整が行われている。追加されたシステムは、体力ゲージの本数・制限時間・ラウンド数の選択、空中ガード、空中コンボ、ダウン追撃、ダメージ回復可能領域、などがある。

## 登場人物

### メインキャラクター
右代宮 戦人（うしろみや ばとら）
声：小野大輔
ベアトリーチェ
声：大原さやか
右代宮 縁寿（うしろみや えんじぇ）
声：佐藤利奈
紗音（しゃのん）
声：釘宮理恵
嘉音（かのん）
声：小林ゆう
ワルギリア
声：井上喜久子
ロノウェ
声：杉田智和
ルシファー
声：斉藤佑圭
シエスタ410
声：喜多村英梨
エヴァ・ベアトリーチェ
声：伊藤美紀

#### 『X』で追加
右代宮 朱志香（うしろみや じぇしか）
声：井上麻里奈
右代宮 譲治（うしろみや じょーじ）
声：鈴村健一
右代宮 楼座（うしろみや ろーざ）
声：小清水亜美

#### 『CROSS』で追加
古戸ヱリカ
声：桑谷夏子
ドラノール・A・ノックス
声：沢城みゆき
黒き戦人（CROSSのボス枠）
声：小野大輔
ウィラード・H・ライト
声：高橋広樹
アップデートで追加された。
ラムダデルタ
声：大浦冬華
アップデートで追加された。
ベルンカステル
声：田村ゆかり
アップデートで追加された。

### サブキャラクター
レヴィアタン
声：米澤円
サタン
声：日笠陽子
ベルフェゴール
声：吉田聖子
マモン
声：新名彩乃
ベルゼブブ
声：山岡ゆり
アスモデウス
声：豊崎愛生
シエスタ45
声：水野マリコ
シエスタ00
声：廣田詩夢
さくたろう
声：茅原実里
ガートルード
声：伊藤静
コーネリア
声：朝樹りさ
右代宮 夏妃（うしろみや なつひ）
声：篠原恵美
右代宮 留弗夫（うしろみや るどるふ）
声：小山力也
右代宮 霧江（うしろみや きりえ）
声：田中敦子
右代宮 真里亞（うしろみや まりあ）
声：堀江由衣
右代宮 理御（うしろみや りおん）
声：川澄綾子
山羊の従者
声：秋元羊介
うみねこさん
声：小山力也 / 遊佐浩二
熊沢 チヨ
声：羽鳥靖子
ゼパル
声：斎賀みつき
システムボイスのみ。
フルフル
声：仙台エリ
システムボイスのみ。
フェザリーヌ・アウグストゥス・アウローラ
声：根谷美智子
ゲーム案内の一部画面の立ち絵とシステムボイスのみ。
クレル・ヴォーヴ・ベルナルドゥス
声：大原さやか
ゲーム案内の一部画面の立ち絵とシステムボイスのみ。

## 主題歌
「黄金夢想曲〜金色の血に染まる前に〜」
木野寧による主題歌。作詞・編曲はラック眼力、作曲はラック眼力とdai。
「Golden ShowTime!〜黄金夢想曲✝CROSS〜」
Rojakによる『黄金夢想曲✝CROSS』の主題歌。作詞・作曲・編曲はラック眼力。

## コミカライズ
両角潤香作で『月刊コンプエース』にて連載された。単行本は2012年5月26日に発売された。ISBN 978-4041202487